# Chrysocharis coptodiscae
Chrysocharis coptodiscae är en stekelart som beskrevs av Yoshimoto 1973. Chrysocharis coptodiscae ingår i släktet Chrysocharis och familjen finglanssteklar. Inga underarter finns listade i Catalogue of Life.